# Bachitżan Bajdakow
Bachitżan Bajdakow (ros. Бахитжан Байдаков, ur. 1898 w powiecie temirskim w obwodzie uralskim, zm. 28 lutego 1938) – polityk Kazachskiej SRR.

## Życiorys
W latach 1917–1918 uczył się w seminarium nauczycielskim w Aktiubińsku, 1918–1921 pracował jako nauczyciel, potem kierował Wydziałem Politycznym Rejonowego Biura Zaopatrzeniowego, a 1923–1925 rejonowym oddziałem pracy i kasą ubezpieczeniową w Temyrze. Od 1926 należał do WKP(b), 1926–1927 kierował gubernialnym oddziałem oświaty politycznej w Aktiubińsku, 1927–1928 był słuchaczem kursów powiatowych pracowników partyjnych przy KC WKP(b), a 1928 sekretarzem odpowiedzialnym rejonowego komitetu WKP(b). W latach 1928–1930 był sekretarzem odpowiedzialnym kolegium partyjnego Okręgowej Komisji Kontrolnej WKP(b) w Aktiubińsku, 1930–1931 kierownikiem Biura Skarg Ludowego Komisariatu Inspekcji Robotniczo-Chłopskiej Kazachskiej ASRR, 1931–1932 sekretarzem odpowiedzialnym rejonowego komitetu WKP(b) w Kazachskiej ASRR, a 1932–1933 I sekretarzem Uralskiego Komitetu Rejonowego WKP(b) w obwodzie zachodniokazachstańskim. W latach 1933–1934 był III sekretarzem Zachodniokazachstańskiego Komitetu Obwodowego WKP(b), 1934 szefem Wydziału Osiedlania i Przesiedlania Ludowego Komisariatu Rolnictwa Kazachskiej ASRR, 1934–1935 kierownikiem Wydziału Rolnego Południowokazachstańskiego Komitetu Obwodowego WKP(b), a 1935–1936 kierownikiem Wydziału Kierowniczych Organów Partyjnych Południowokazachstańskiego Komitetu Obwodowego WKP(b). Od sierpnia do listopada 1936 był przewodniczącym Komitetu Organizacyjnego Prezydium Centralnego Komitetu Wykonawczego Kazachskiej ASRR na obwód kustanajski, a od listopada 1936 do września 1937 przewodniczącym Komitetu Wykonawczego Kustanajskiej Rady Obwodowej.
2 października 1937 został aresztowany przez NKWD, 28 lutego 1938 skazany na śmierć przez Wojskowe Kolegium Sądu Najwyższego ZSRR „za kierowanie filią obwodowej organizacji kontrrewolucyjnych nacjonalistów” i rozstrzelany. 31 grudnia 1958 pośmiertnie zrehabilitowany.